# Ribeirão (Pernambuco)
Ribeirão is een gemeente in de Braziliaanse deelstaat Pernambuco. De gemeente telt 39.317 inwoners (schatting 2009).

## Aangrenzende gemeenten
De gemeente grenst aan Água Preta, Amaraji, Cortês, Escada, Gameleira, Joaquim Nabuco, Primavera, Rio Formoso en Sirinhaém.

## Verkeer en vervoer
De plaats ligt aan de noord-zuidlopende weg BR-101 tussen Touros en São José do Norte. Daarnaast ligt ze aan de wegen PE-064 en PE-085.